# Ahava (inslagkrater)
Ahava is een inslagkrater op de planeet Venus. Ahava werd in 1997 genoemd naar Ahava, een Hebreeuwse meisjesnaam.
De krater heeft een diameter van 10,4 kilometer en bevindt zich in het quadrangle Pandrosos Dorsa (V-5).